# Bow Island
Bow Island ist eine Kleinstadt im südlichen Alberta, Kanada.

## Geschichte
Um 1900 erreichten die ersten Familien Bow Island. 1910 folgte der offizielle Dorfstatus (Village), im Februar 1912 wurde Bow Island als Stadt (Town)klassifiziert. Über die Herkunft des Namens Bow Island existieren viele Geschichten. Die wohl bekannteste ist, dass die 25 km weiter westlich gelegene Gemeinde Grassy Lake ehemals Bow Island hieß und ihre Namen einfach vertauscht wurden.
In den frühen 1950ern wurde die Wasserversorgung auf das Umland ausgeweitet, was eine Verdopplung der Einwohnerzahl zur Folge hatte. Bow Island liegt inmitten von etwa 450 km² fruchtbarer Landfläche. Einige der neuesten und modernsten Bewässerungssysteme der Welt befinden sich dort.

## Demografie
Die auf 790 m Höhe gelegene Stadt hatte 2006 eine Bevölkerung von 1790, die sich auf 631 Haushalte verteilte. Bei einer Fläche von 5,92 km² ergibt sich eine Bevölkerungsdichte von 302,4 Einwohnern pro Quadratkilometer.
Der Zensus im Jahr 2011 ergab für die Gemeinde eine Bevölkerungszahl von 2.025 Einwohnern. Die Bevölkerung der Gemeinde hatte dabei im Vergleich zum Zensus von 2006 um 13,1 % zugenommen, während die Bevölkerung in der Provinz British Alberta gleichzeitig nur um 10,8 % anwuchs.

2011 betrug das Medianalter der Bevölkerung hier 33,7 Jahre (Männer=31,3; Frauen=36,5), während es in der restlichen Provinz 36,5 Jahre beträgt (Männer=35,9; Frauen=37,1).

## Verkehr
Verkehrstechnisch wird die Gemeinde durch den  Alberta Highway 3 (Crowsnest Highway) sowie eine Eisenbahnstrecke erschlossen.

Im Osten der Gemeinde befindet sich örtliche Flugplatz, der Bow Island Airport (IATA-Flughafencode: -, ICAO-Code: -, Transport Canada Identifier: CEF3). Der Flugplatz verfügt nur über eine kurze asphaltierte Start- und Landebahn von etwas mehr als 900 Meter Länge.

## Kultur
Blues at the Bow Live ist ein 1994 eröffnetes Blueskonzertprogramm. Die immer ausverkauften Konzerte findet im historischen Bow Theatre statt und locken Gäste aus der gesamten Provinz an.

## Söhne und Töchter der Stadt
- Troy Loney (* 1963), Eishockeyspieler
- Christopher Byam (* 2001), Volleyballspieler